# Neunkirch
Neunkirch es una comuna suiza del cantón de Schaffhausen. Limita al norte con las comunas de Oberhallau, Gächlingen y Siblingen, al este con Löhningen y Guntmadingen, al sureste con Jestetten (DE-BW), al suroeste con Wilchingen, y al noroeste con Hallau.

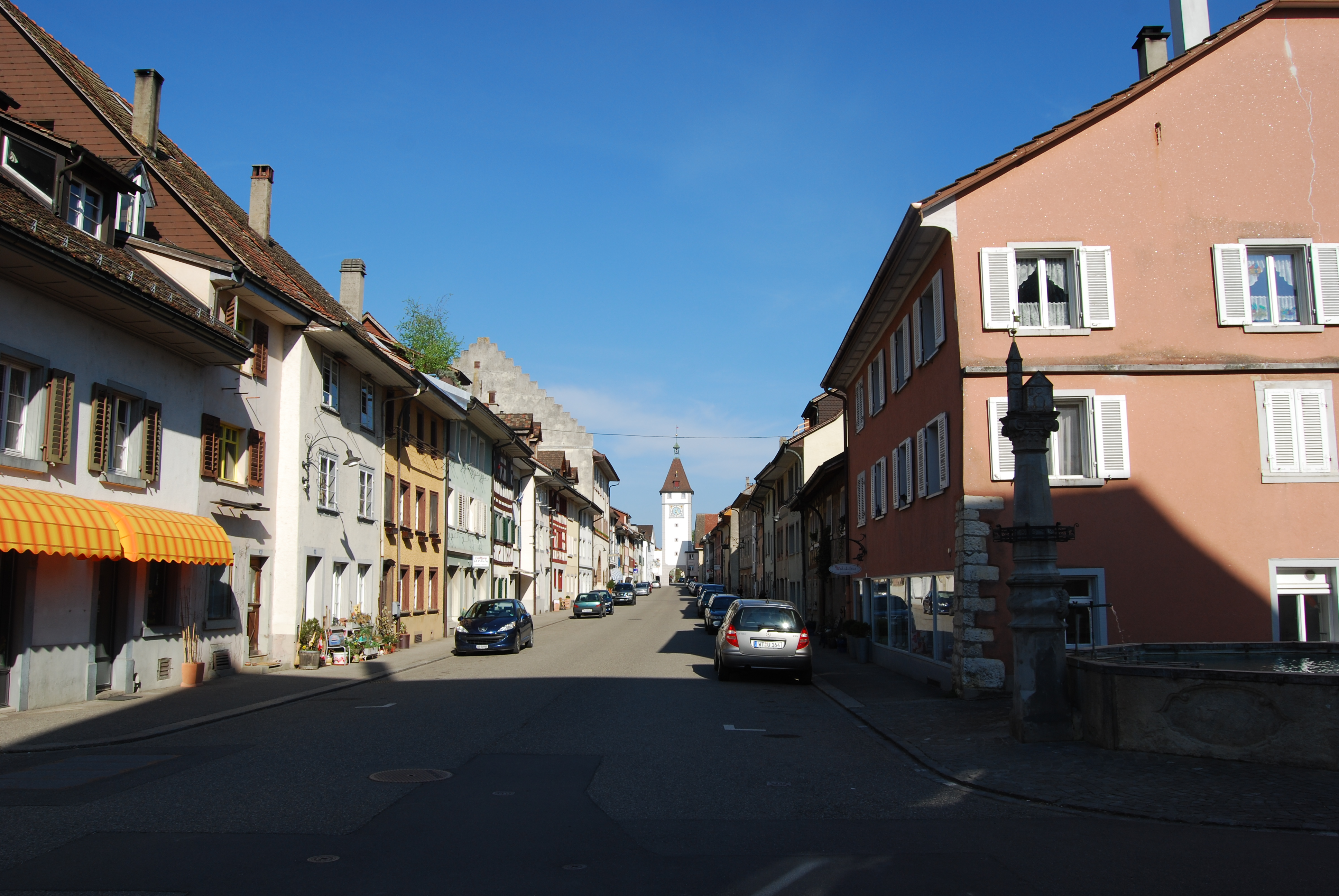
Neunkirch